# 赵继宗
赵继宗（1458年—？），字叔敬，浙江寧波府慈谿縣人，明朝政治人物、医学家。

## 生平
成化二十二年（1486年）丙午科浙江乡试第二十一名举人，弘治三年，登庚戌科會試第二百十五名，三甲六十二名进士。历官雲南姚州知州，正德四年（1509年）十一月升廣東按察司佥事，六年正月考察以不謹閑住。

## 著作
赵继宗将自己所写的三十三篇医论汇编成册，取名为《儒医精要》，因其医学论著的目的是“略举诸症精要”。《儒医精要》曾广泛流传，在日本，日本学者真柳诚有《儒医精要解题》行于世。
《儒医精要》成书后被送进了太医院，在礼部刊行，成为当时朝中医务的重要资料。

## 家族
曾祖趙五和。祖父趙睦九。父趙岳。永感下。